# Danka Kovinić
Danka Kovinić (Podgorica, 18 de Novembro de 1994) é uma tenista profissional montenegrina.

## WTA Tour finais

### Duplas: 1 (1 título)
| Legenda                             |
| ----------------------------------- |
| Grand Slam (0–0)                    |
| WTA Tour Championships (0–0)        |
| Premier Mandatory & Premier 5 (0–0) |
| Premier (0–0)                       |
| International (1–0)                 |

| Finais por Piso |
| --------------- |
| Duro (0–0)      |
| Saibro (1–0)    |
| Grama (0–0)     |
| Carpete (0–0)   |

| Resultado | N. | Data           | Torneio                              | Piso   | Parceira       | Oponentes                        | Placar           |
| --------- | -- | -------------- | ------------------------------------ | ------ | -------------- | -------------------------------- | ---------------- |
| Campeã    | 1. | 26 Julhoy 2015 | Gastein Ladies, Bad Gastein, Áustria | Saibro | Stephanie Vogt | Lucie Hradecká Lara Arruabarrena | 4–6, 6–4, [10–3] |

## ITF finais
| $100,000 torneios |
| $75,000 torneios  |
| $50,000 torneios  |
| $25,000 torneios  |
| $10,000 torneios  |

### Simples finais: 10 (7–3)
| Posição | N.  | Data             | Torneio               | Piso   | Oponente               | Placar        |
| Campeã  | 1.  | 10 Outubro 2010  | Dobrich, Bulgaria     | Saibro | Isabella Shinikova     | 6–4, 6–3      |
| Vice    | 2.  | 12 Junho 2011    | Nyíregyháza, Hungria  | Saibro | Simona Dobrá           | 4–6, 2–6      |
| Campeã  | 3.  | 26 Junho 2011    | Balş, Romênia         | Saibro | Alice-Andrada Radu     | 6–0, 6–1      |
| Vice    | 4.  | 11 Setembro 2011 | Podgorica, Montenegro | Saibro | Paula Ormaechea        | 1–6, 1–6      |
| Campeã  | 5.  | 13 Abril 2012    | Tremecém, Argélia     | Saibro | Alexandra Romanova     | 6–2, 6–2      |
| Campeã  | 6.  | 8 Julho 2012     | Torun, Polônia        | Saibro | Paula Kania            | 6–3, 4–6, 6–3 |
| Campeã  | 7.  | 22 Junho 2013    | Ystad, Suécia         | Saibro | Melanie Klaffner       | 6–3, 6–3      |
| Campeã  | 8.  | 30 Junho 2013    | Kristinehamn, Suécia  | Saibro | Jasmina Tinjić         | 6–1, 7–5      |
| Campeã  | 9.  | 18 Maio 2014     | Saint-Gaudens, França | Saibro | Pauline Parmentier     | 6–1, 6–2      |
| Vice    | 10. | 8 Março 2015     | Curitiba, Brasil      | Saibro | Lourdes Domínguez Lino | 6–4, 2–6, 3–6 |

### Duplas finais: 6 (2–4)
| $100,000 torneios |
| $75,000 torneios  |
| $50,000 torneios  |
| $25,000 torneios  |
| $10,000 torneios  |

| Posição | N. | Data              | Torneio               | Piso        | Parceira        | Oponentes                            | Placar           |
| Vice    | 1. | 11 Setembro 2011  | Podgorica, Montenegro | Saibro      | Danica Krstajic | Corinna Dentoni Florencia Molinero   | 4–6, 7–5, [5–10] |
| Vice    | 2. | 29 Outubro 2011   | Lagos, Nigeria        | Carpete (i) | Elina Svitolina | Melanie Klaffner Agnes Szatmari      | 0–6, 7–6, [5–10] |
| Vice    | 3. | 13 Abril 2013     | Mamaia, Romênia       | Saibro      | Tadeja Majerič  | Elena Bogdan Raluca Olaru            | 6–7(4), 3–6      |
| Vice    | 4. | 1 Setembro 2012   | La Marsa, Tunísia     | Saibro      | Laura Pigossi   | Reka-Luca Jani Eugeniya Pashkova     | 3–6, 6–4, [5–10] |
| Campeã  | 5. | 25 Maio 2012      | Caserta, Itália       | Saibro      | Renata Voráčová | Elena Bogdan Cristina Dinu           | 6–4, 7–6(3)      |
| Campeã  | 6. | 13 Fevereiro 2015 | São Paulo, Brasil     | Saibro      | Andreea Mitu    | Tatiana Búa Paula Cristina Gonçalves | 6–2, 7–5         |